# Köttsala
Köttsala är ett naturreservat i Lindesbergs kommun i Örebro län.
Området är naturskyddat sedan 2016 och är 24 hektar stort. Reservatet består av granskog med lövträd och även alm och lind. 